# Renault SCEMIA RS
Pour les articles homonymes, voir RS1, RS2, RS3 et RS4.

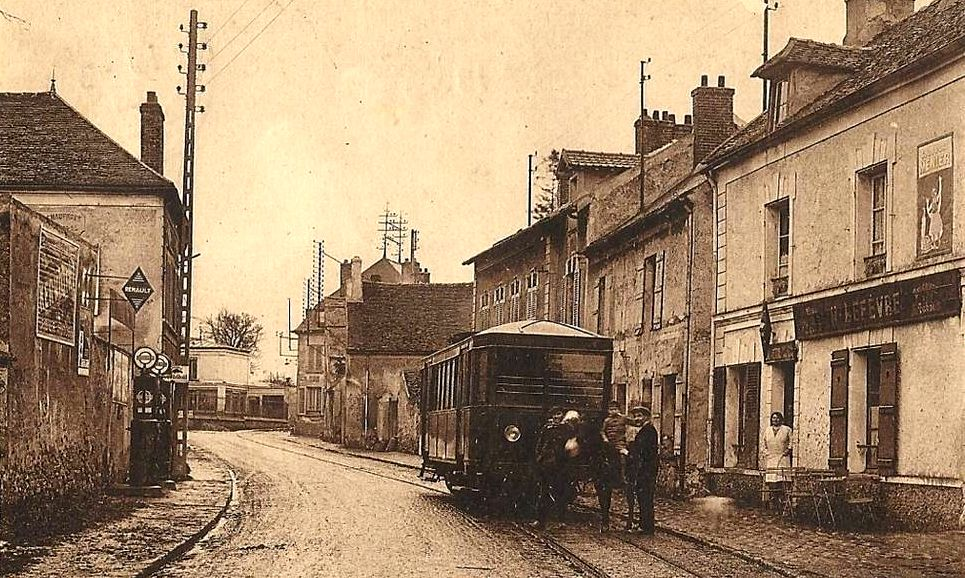
Autorail n° A 1 du tramway de Meaux à Dammartin dans une rue de Saint-Mard

Le Renault SCEMIA, désigné par les initiales RS des deux constructeurs associés, est un autorail, issu d'une collaboration entre Renault et la Société de Construction et d'Entretien de Matériel Industriel et Agricole, SCEMIA, avec pour client, les réseaux départementaux dans les années 1920, qui aboutit en 1923 au premier véhicule, le RS1.

## Histoire
Les ingénieurs de la SCEMIA, Louis Bacqueyrisse et André Mariage de la Société des transports en commun de la région parisienne (STCRP), ancêtre de la RATP, travaillèrent aussi sur des motrices de tramways type L. Ils vont sur un marché concurrenciel avec De Dion-Bouton, Baert-Verney ou Tartary.
La première automotrice RS1 (type LY) est testée par la compagnie des chemins de fer secondaires du Nord-Est en 1923.
Ces automotrices furent diversement appréciées selon les réseaux, entre un service remarquable des RS4 du chemins de fer de grande banlieue restées en fonction jusqu'en 1949, et les nombreux problèmes et avaries de celle des compagnie du Blanc-Argent.

## Caractéristiques

### Description
L'automotrice était vendue au prix de 95 000 F[réf. souhaitée]. Elle disposait d'un embrayage Ferodo, et d'une boîte de vitesses à 4 rapports, une marche arrière, une transmission par cardans, des freins sur les quatre roues et un frein de secours sur la transmission.
Ses dimensions et sa motorisation étaient ajustables sur demande. Ainsi, la vitesse maximale allait de 40 à 50 km/h, et la capacité de transport était de 40 à 50 passagers. L'automotrice était longue de 10,34 m, et large de 2,40 m, avec une longueur de caisse typique de 9,4 m.
Sa masse à vide était d'environ 9 t, et 13 t en charge.  L'empattement était de 3,6 m sur tous les modèles.
La RS disposait d'un compartiment fourgon à bagages et d'un compartiment postal. Selon la demande, elle pouvait avoir une ou deux cabines de conduite aux extrémités.

### Modèles
- La RS1, avec seul essieu moteur, 4 cylindres en ligne monobloc, alésage et course (100 x 160 mm), 40 ch[4]

- La RS2, avec deux essieux moteur, 4 cylindres en ligne monobloc, alésage et course (100 x 160 mm), 40 ch[4]
- La RS3, un seul essieu moteur, 4 cylindres bi-bloc, alésage et course (125 x 160 mm), 64 ch[4]
- La RS4, deux essieux moteur, 4 cylindres bi-bloc, alésage et course (125 x 160 mm), 64 ch[4]

Les RS 1 à 4 sont désignées par Renault LY, LX, LV et LU, puis NV, NX, NY et NZ.

## Production
Au total, 25 unités RS1 ont été produites, 8 - RS2, 36 - RS4 et aucune RS3.
| Illustration | Réseau - Compagnie                                                 | Modèle             | Nombre      | Numéros                                              | Livraison |
| ------------ | ------------------------------------------------------------------ | ------------------ | ----------- | ---------------------------------------------------- | --- |
|              | Chemins de fer secondaires du Nord-Est                             | RS1                | 1           |                                                      | 1923 |
|              | Chemins de fer secondaires du Nord-Est                             | RS4                | 6           |                                                      | |
|              | Chemins de fer de la Banlieue de Reims                             | RS1                | 1           |                                                      | 1923 |
|              | Chemins de fer de la Banlieue de Reims                             | RS2                | 3           |                                                      | |
|              | Chemins de fer Lens - Frévent (chemins de fer économiques du Nord) | RS2                | 2           |                                                      | décembre 1925[réf. souhaitée] |
| RS?          | Chemins de fer Lens - Frévent (chemins de fer économiques du Nord) | 2                  |             | venue d'un chemin de fer de la Marne[réf. souhaitée] | |
|              | Tramways d'Eure-et-Loir                                            | RS1                | 2           |                                                      | vers 1929, ex-CF de la Banlieue de Reims[réf. souhaitée]                                                                                     |
|              | Tramways d'Eure-et-Loir                                            | RS2                | 1           |                                                      | 1931[réf. souhaitée] |
|              | Tramway de Meaux à Dammartin                                       | RS1                | 1           | A1                                                   | 1925 |
|              | Tramway de Meaux à Dammartin                                       | RS1                | 1           | Ae2                                                  | 1934, ex-CFD de Seine-et-Marne |
|              | Saint-Germain - Poissy (Chemins de fer de grande banlieue)         | RS4                | 1           | AB150                                                | 1924 |
| RS4          | Saint-Germain - Poissy (Chemins de fer de grande banlieue)         | 9[réf. nécessaire] | AB151-AB159 | 1926[réf. souhaitée]                                 | |
|              | Compagnie générale de voies ferrées d'intérêt local (CGVFIL)       | RS1                | 1,          | 11                                                   | |
|              | Département du Pas-de-Calais (pour les lignes de la CGVFIL)        | RS2                | 1,          | 101                                                  | |
|              | CFD du Tarn                                                        | RS1                | 2           |                                                      | avant 1927 |
|              | CFD du Tarn                                                        | RS4                | 1           |                                                      | avant 1927 |
|              | Chemin de fer du Blanc à Argent                                    | RS4                | 1           |                                                      | |
|              | Société des chemins de fer du Cambrésis                            | RS4                | 4           |                                                      | |
|              | Chemins de fer de grande banlieue                                  | RS4                | 9           |                                                      | |
|              | Ligne de Bretenoux - Biars à Saint-Céré (Tramways du Quercy)       | RS4                | 1           |                                                      | |
|              | Chemins de fer de Caen à la mer                                    | RS4                | 1           |                                                      | |
|              | CFD de l'Yonne                                                     | RS1                | 1           |                                                      | 21 septembre 1925 sur la ligne Ligne de Sens à Nogent-sur-Seine et Raccordement de Saint-Maurice-aux-Riches-Hommes à Villeneuve-l'Archevêque |
|              | CFD de Seine-et-Marne                                              | RS1                | 2           |                                                      | |
|              | Voies ferrées d'intérêt local de l'Oise                            | RS2                | 1           |                                                      | |
|              | Tramways bretons                                                   | RS4                | 2           |                                                      | |
|              | Chemin de fer Paris - Arpajon                                      | RS4                | 2           |                                                      | |
|              | Chemin de fer de Guise au Catelet                                  | RS4                | 2           |                                                      | 1928 |
|              | Amtsbanerne på Als (da)                                            | RS4                | 2           |                                                      | |
|              | Chemin de fer Sevilla-Alcalá (es)                                  | RS1                | 2           | N° 1 et ?                                            | |
|              | Chemin de fer Sevilla-Alcalá (es)                                  | RS4                | 1           |                                                      | |
|              | Chemins de fer sur routes d'Algérie                                | RS4                | 1           |                                                      | |
|              | Société de traction électrique de Lombardie (it)                   | RS1                | 1           | A.2                                                  | 1927 |
|              | Tramway d'Eindhoven                                                | RS4                | 2           |                                                      | |
|              | Chemins de fer des Indes néerlandaises                             | RS1                | 13          | DSM (en) no 1, ...                                   | |
|              | Ferrocarriles económicos                                           | RS4                | 2           |                                                      | |